# Katappenbaum

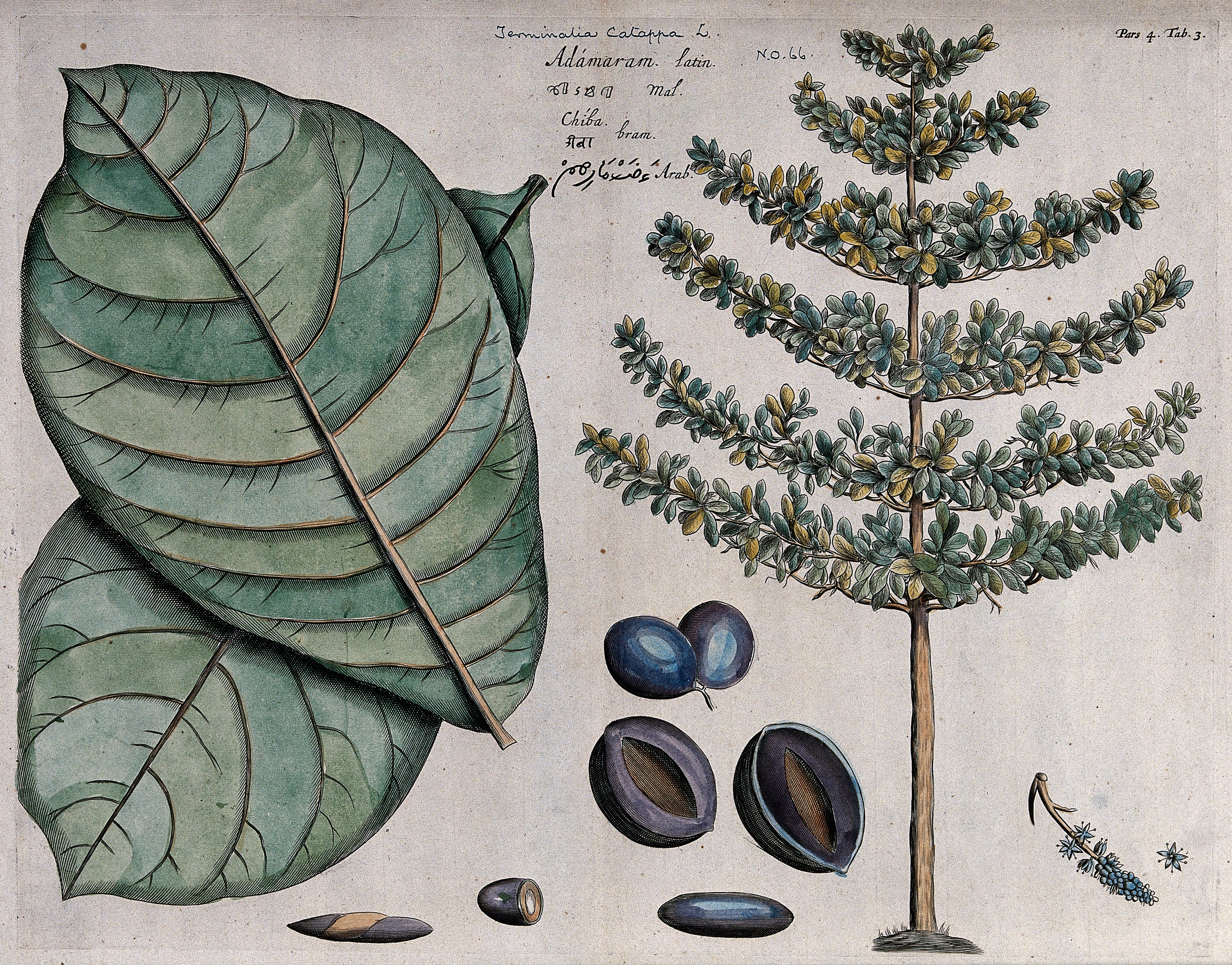
Kolorierter Kupferstich aus dem vierten Band des Hortus Malabaricus (Tafel 3) von 1683

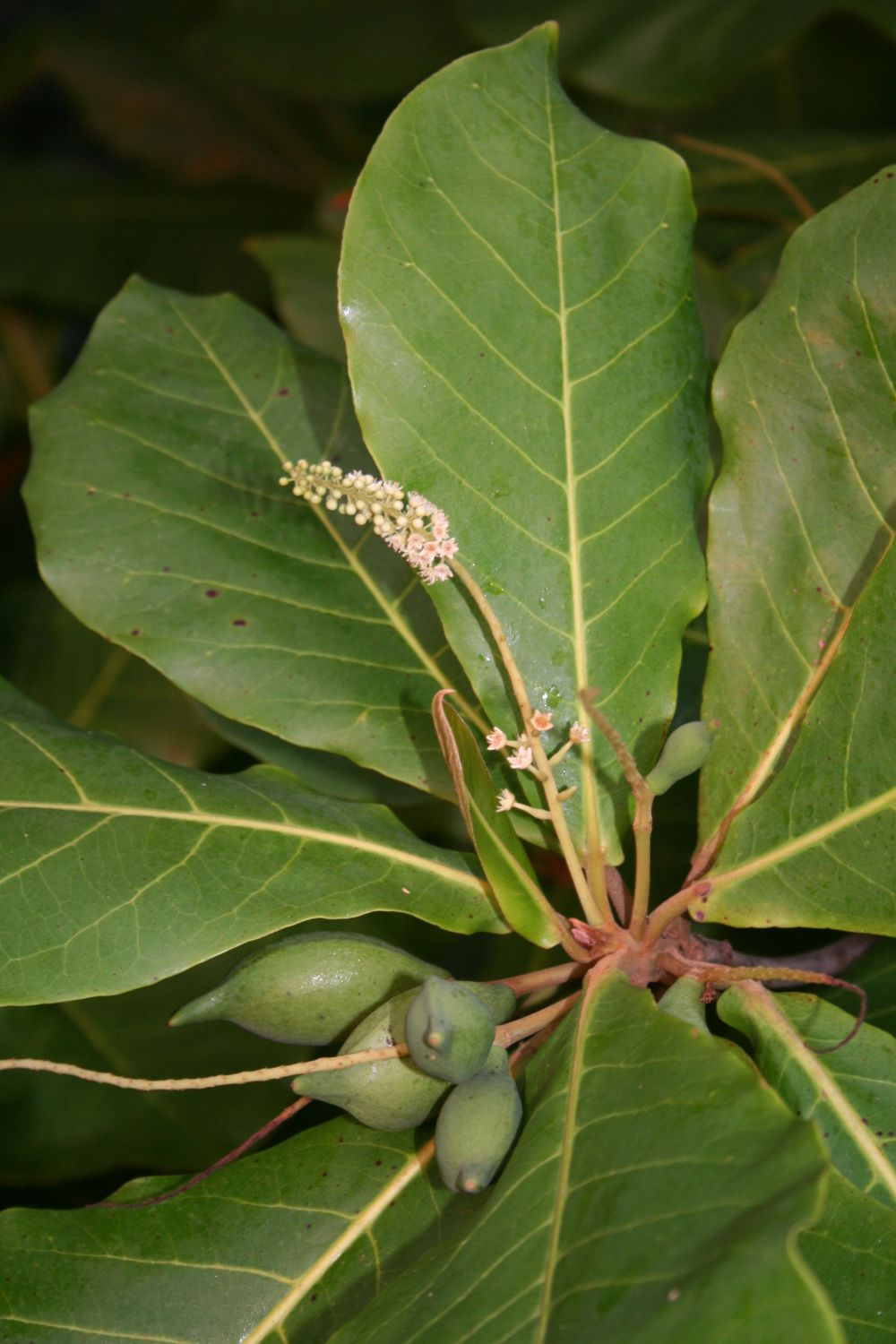
Terminalia catappa, Blätter, junge Früchte und Blütenstand

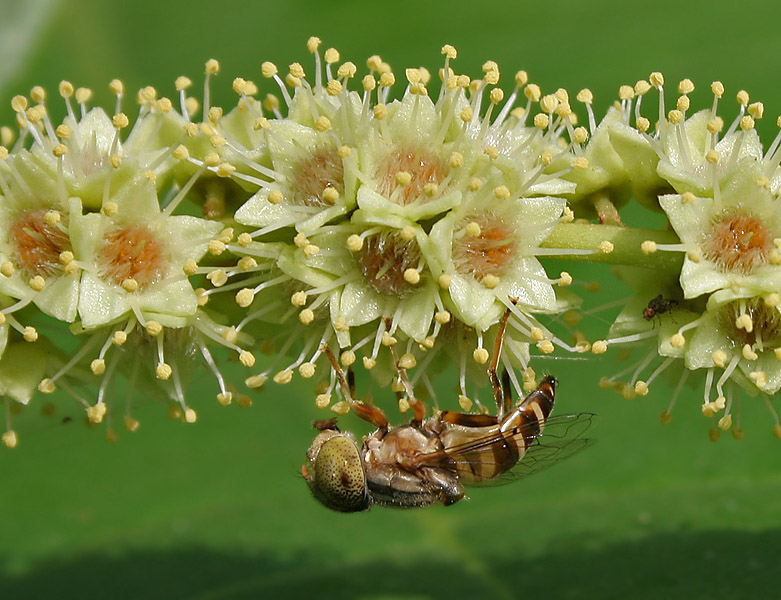
Blüten

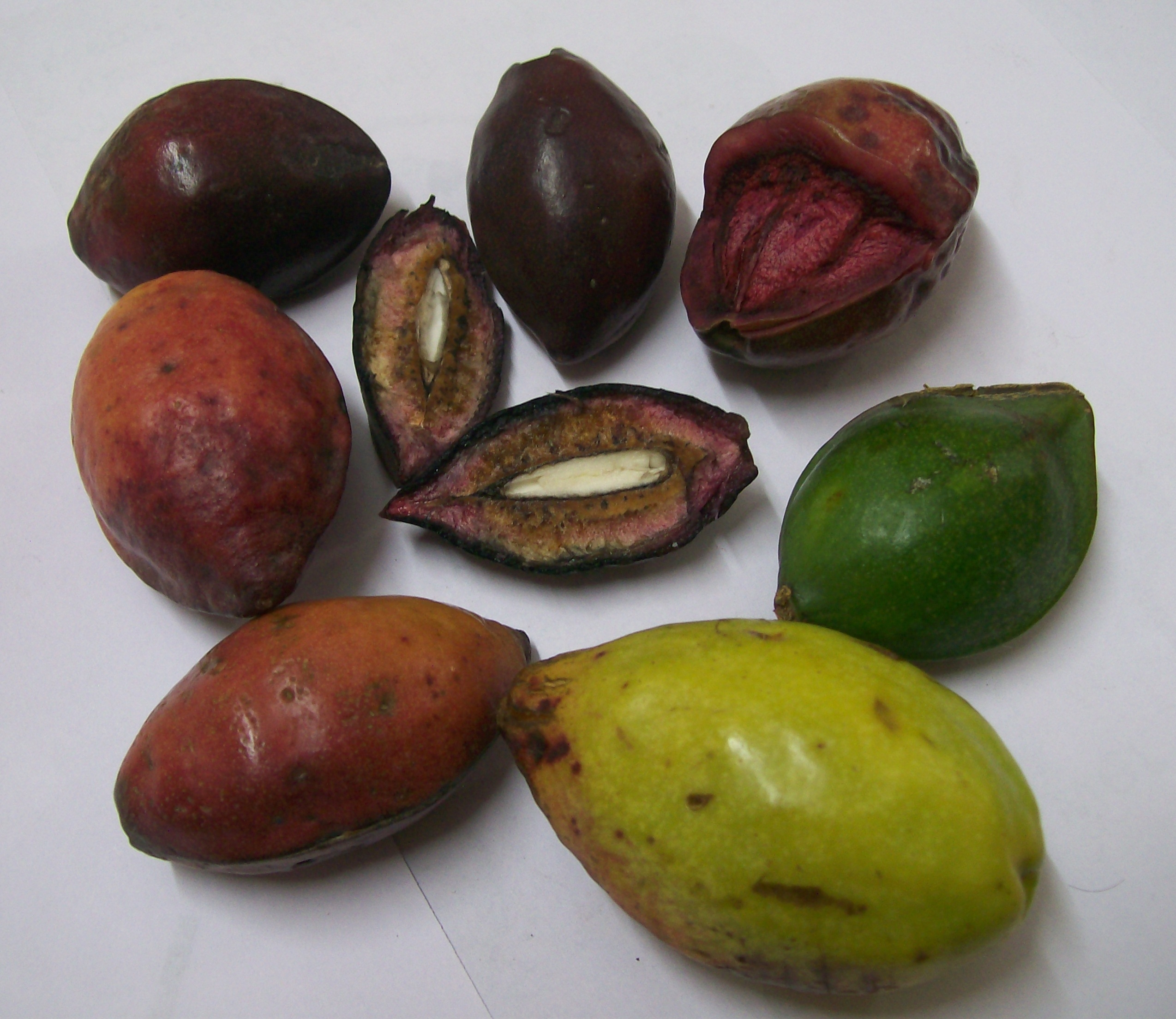
Früchte mit verschiedenen Reifegraden von rechts nach links

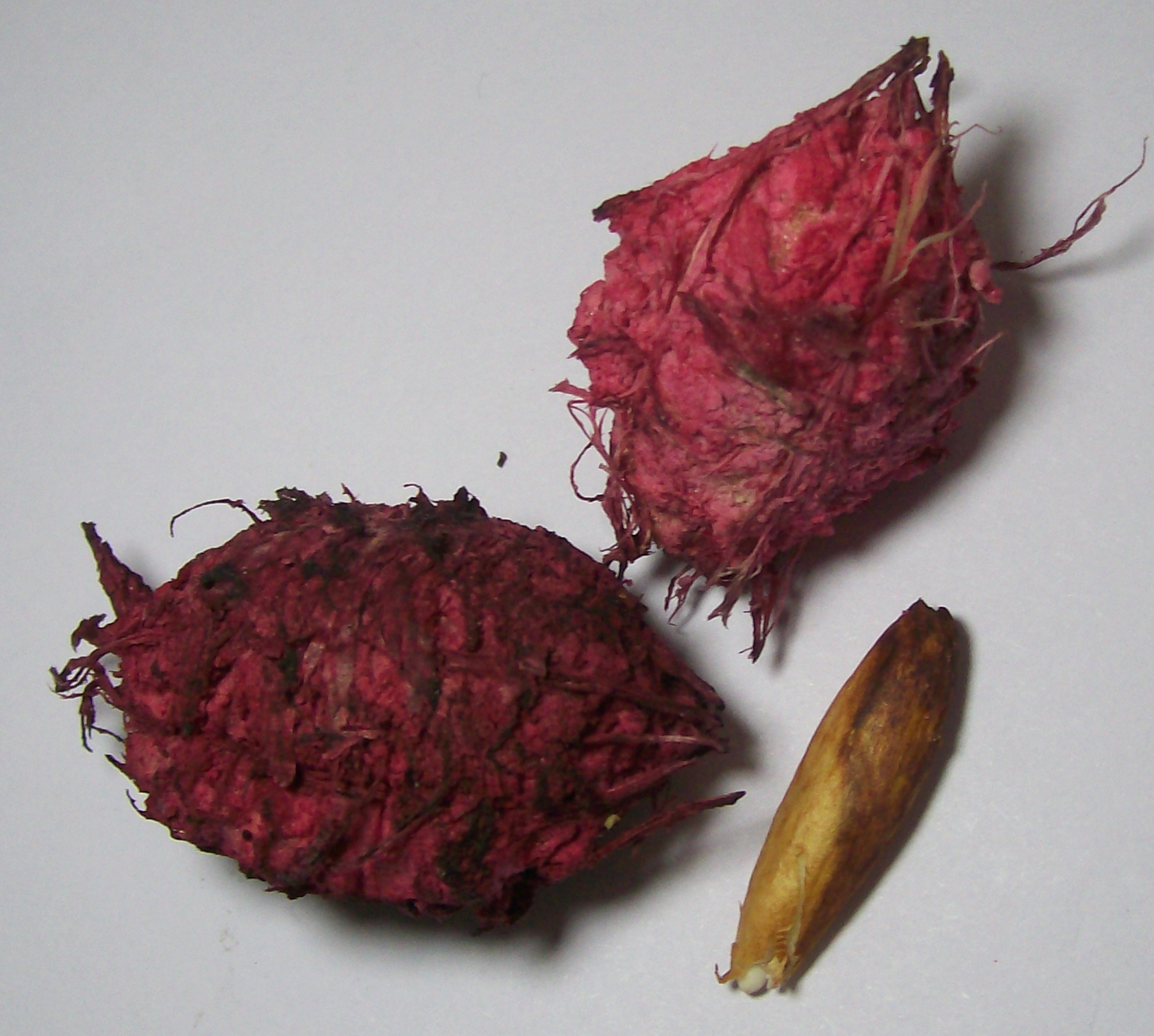
Steinkern und Samen

Der Katappenbaum (Terminalia catappa), auch Meer- oder Seemandelbaum, Indische Mandel oder Badam genannt, ist eine Pflanzenart in der Gattung Myrobalanen (Terminalia) aus der Familie der Flügelsamengewächse (Combretaceae). Die Art ist in Malesien und bis ins Pazifikgebiet beheimatet, ist aber auch außerhalb des ursprünglichen Verbreitungsgebietes oft zu finden.

## Beschreibung

### Vegetative Merkmale
Katappenbäume sind halbimmergrüne Bäume die Wuchshöhen von bis über 30 Meter erreichen. Sie weisen eine quirlige, horizontale Verzweigung auf, die zu einer offen spreizenden Krone führen. Der Stammdurchmesser erreicht bis 150 Zentimeter und manchmal werden Brettwurzeln gebildet. Die Borke ist gräulich-braun und im Alter langsrissig und schuppig. Das Wurzelsystem breitet sich nicht übermäßig stark aus.
Im Herbst verfärben sich die unterseits helleren, ganzrandigen und einfachen, verkehrt-eiförmigen bis elliptischen, kurz gestielten, bis 15–30 cm langen, fast kahlen, leicht ledrigen Laubblätter dekorativ gelb und später tiefrot. Die wechselständigen, scheinwirteligen Blätter an den Zweigenden sind abgerundet bis stumpf oder rundspitzig bis bespitzt, mit spitzer bis keilförmiger, oft leicht herzförmiger Basis. Der Blattstiel ist bis 2 Zentimeter lang. Die Nervatur ist, oft wechselnd, gefiedert und heller, sowie unterseits erhaben. An der Unterseite können an der Basis zwei Drüsen vorkommen, wie auch am oberen Blattstiel. Die Nebenblätter fehlen.

### Generative Merkmale
Katappenbäume sind andromonözisch, also mit männlichen und zwittrigen Blüten auf einem Exemplar. In den Sommer- und Herbstmonaten werden an den Zweigenden angeordnet, achselständige, schlanke, leicht behaarte, bis 25 cm lange, ährige und gemischte Blütenstände gebildet. Die oberen Blüten des Blütenstandes sind männlich und die unteren sind zwittrig. Die unscheinbaren, kleinen, grünlich bis weißen, cremefarbenen, duftenden und sitzenden bzw. „pseudogestielten“ Blüten sind männlich oder zwittrig und fünfzählig mit einfacher Blütenhülle, die Kronblätter fehlen. Es ist ein zweiteiliger Blütenbecher vorhanden, der in einen unteren, leicht behaarten, zylindrischen, 3–7 Millimeter langen (Pseudostiel, Hals) und einen oberen, kleinen becherförmigen Teil gegliedert ist. Der becherförmige Teil ist innen leicht behaart und die dreieckigen, fast kahlen, innen gefärbten Kelchblätter sind 1 bis 1,5 mm lang.
Es sind zwei Kreise mit je fünf bis 4 mm langen, vorstehenden Staubblättern mit weißen Staubfäden vorhanden. Der einkammerige Fruchtknoten der etwa größeren zwittrigen Blüten ist unterständig, im kleinen, unteren Blütenbecher und der relativ kurze, kahle Griffel ist bis zu 3–3,5 mm lang. Es ist jeweils ein dicht langhaariger Diskus vorhanden. Die Bestäubung erfolgt durch Insekten.
Es werden ledrige und glatte, kahle, erst gelbe bzw. bei Reife ins rötliche und dunkelpurpur übergehende, etwa 4 bis 6,5 cm lange und 2 bis 4 cm breite, schwach zweiflügelige und bespitzte oder geschnäbelte, knapp essbare und ellipsoide Steinfrüchte (Scheinfrüchte) gebildet. Der hellbraune, abgeflachte und spindelförmige, fibröse Steinkern (Nuss) enthält meist einen schmal-eiförmigen, etwa 2,5–3,5 Zentimeter langen Samen mit dünner, papieriger Samenschale. Die Steinkerne sind lange schwimmfähig.
Die Chromosomenzahl beträgt 2n = 24.

## Verbreitung und Standorte
Terminalia catappa stammt aus Malesien, Südostasien bis Indien, Madagaskar und nach Südchina bis in nördliche Australien und Polynesien, wo sie vor allem an Strandgebieten wächst. Heute findet man sie auch in anderen Teilen der Tropen. In Westafrika ist sie in Gebieten mit stärkerem Regen zwischen Senegal und Westkamerun zu finden, wie auch im mittleren bis nördlichen Südamerika, in Teilen Zentralamerikas bis ins südwestliche Mexiko, Florida und auf die Antillen.

## Bedeutung für Tiere
In Costa Rica wird der Katappenbaum bereits als einheimisch betrachtet. Dort stellen die Früchte des Baumes eine wichtige Nahrungsgrundlage des Scharlachara, vereinzelt auch des großen Soldatenara dar.

## Verwendung
Das Perikarp und der Kern der Frucht sind essbar, die Hülle jedoch ist sehr zäh und muss zuvor entfernt werden, was oftmals nicht einfach ist.
Die mandelartigen Samen sind essbar und sehr wohlschmeckend.

### Bauholz
In Asien und Afrika wird die Art oftmals als Schattenspender angepflanzt. Das mäßig beständige und mittelschwere Holz wird auf Grund seiner leichten Bearbeitung als Nutzholz verwendet, ihm wird auch ein angenehmer Geruch nachgesagt. Das elastische Holz ist rötlich mit einer gekreuzten und gewundenen Maserung. In Malaysia wird es für den Boots- und Hausbau eingesetzt. Das Holz kann in Wasser eingeweicht werden und ergibt eine gelbe Farbe, die Rinde eine schwarze, beide Lösungen werden als Färbemittel genutzt.

### Medizinische Nutzung
Der Rinde werden auch medizinische Nutzungen zugeschrieben, beispielsweise gegen Durchfall, Gonorrhö, Leukorrhö, Typhus und Magenkrämpfe.
Die getrockneten Blätter werden auch bei Tieren in der Aquaristik (als Seemandelbaumblätter) vorbeugend und zur Behandlung von Krankheiten verwendet. Die Inhaltsstoffe der Blätter (Flavonoide/Gerbstoffe, Tannine, Saponine/Triterpinoide) haben eine antibiotische, antimykotische, antioxidative, adstringierende und entzündungshemmende Wirkung. Sie werden eingesetzt zur Behandlung und Vorbeugung von:
- Verpilzungen
- bakteriellen Erkrankungen wie z. B. Flossenfäule
- Laichverpilzung
- Ektoparasiten
- Schleimhautschäden
- Bisswunden und Verletzungen

## Farbstoff
Auf Timor werden mit den Blättern des Baums die traditionellen Stoffe (Tais) gefärbt, wobei Grüntone entstehen.